# Сапри
Сапри (итал. Sapri) — коммуна в Италии, располагается в регионе Кампания, в провинции Салерно.
Занимает площадь 13 км².
Покровителем коммуны почитается святой Вит. Праздник ежегодно празднуется 15 июня.

## История
В июне-июле 1857 года республиканский революционер Карло Пизакане возглавил экспедицию в Сапри. Он и около 300 его спутников были убиты в ходе подавления экспедиции.

## Население
| 2004 | 2012 | 2013 | 2014 | 2015 | 2016 | 2017 |
| ---- | ---- | ---- | ---- | ---- | ---- | ---- |
| 6987 | 6831 | 6868 | 6835 | 6803 | 6770 | 6719 |